# سفارة النرويج في إستونيا
سفارة النرويج في إستونيا هي أرفع تمثيل دبلوماسي لدولة النرويج لدى إستونيا. تقع السفارة في وهي تهدف لتعزيز المصالح النرويجية في إستونيا.

## وصلات خارجية
- قائمة سفارات النرويج
- قائمة السفارات في إستونيا